# Shawn the Savage Kid
Mbatjiua Hambira (* 1989), auch bekannt als Shawn the Savage Kid oder kurz STSK, ist ein deutscher Rapper, Songwriter, Musikproduzent und Sozialwissenschaftler.

## Leben
Mbatjiua Hambira wurde 1989 als Sohn eines namibischen Reggaesängers und einer deutschen Buchhändlerin geboren und wuchs in Regensburg auf. Sein Vater floh Anfang der 80er Jahre vor der Apartheid aus Namibia, seine Mutter stammt aus Franken und zog für das Studium nach Regensburg. Als Kind nahm Mbatjiua Hambira Schlagzeug- und Gitarrenunterricht.
Später absolvierte er ein freiwilliges soziales Jahr in Südafrika. Das Erleben von Polizeigewalt und extremer Armut einerseits und der Offenheit in der Freundschaft mit gleichgesinnten Musikern andererseits prägte seine Weltsicht. Hier begann er auch zu produzieren. Während des Aufenthalts wurde ihm von dem Label Showdown Records per Facebook ein Vertrag angeboten. Nach seiner Rückkehr nach Deutschland fing er an, deutschen Conscious Rap zu schreiben. Die Instrumentals bewegten sich häufig im Bereich des Soul-Hip-Hops, manchmal mit Jazz- und Glitch-Elementen und wurden mit Synthesizern und einem Music Production Center produziert. Bevor er solo Musik veröffentlichte, war er Teil der Gruppe Ratisbona Calling, kurz RC GAENG, aus Regensburg und der Gruppe Dusty Crates aus Wien. Zwischenzeitlich pendelte er bis zu 20 Mal pro Jahr zwischen Wien, Regensburg und Berlin. Bis 2014 wurde er unter anderem von der Juice und im BR interviewt und von Viva gespielt. Außerdem hatte er eine Auftritt auf dem Splash absolviert. Den Begriff Low-Life-Schickimicki, der zum Name seines 2015 veröffentlichten Debütalbums wurde, hatte er schon vorher für „Pseudo-Wohlstand[…]ohne Vermögen, aber voller Luxus“ verwendet.
2011 war Hambira für ein Studium internationaler Entwicklung nach Wien gezogen, das er mit einem Master abschloss. Er ist auch in der Forschung aktiv, unter anderem zu Rassismen und soziokulturellen Demokratietheorien. Seit 2019 ist er als Projektkoordinator für das Kulturzentrum Brotfabrik in Wien tätig.

## Diskografie
Studioalben
- 2015: LowLife Schickimicki (Showdown Records)
- 2019: Gaengsigns (mit RC GAENG & MMK – Meine Wenigkeit)

EPs
- 2013: Kennen wir uns? (Showdown Records)
- 2014: Egoprobleme (Showdown Records)
- 2015: Durchs Netz gegangen (Showdown Records)

Inoffizielle Veröffentlichungen
- 2012: S.T.S.K.[4]

Autorenbeteiligungen und Produktionen (Auswahl)
- 2019: KeKe – Malibu (und weitere …)
- 2020: Bibiza – Fokus (und weitere …)